# 帕爾努瓦捷
49°24′36″N 37°26′44″E / 49.41000°N 37.44556°E
帕爾努瓦泰（烏克蘭語：Парнувате）是位於烏克蘭東部的村莊，由哈爾科夫州伊久姆區的博罗瓦市镇負責管轄。該村始建於1775年，面積0.55平方公里，海拔高度182米，2001年人口71，人口密度每平方公里130人。